# Chiesa di Cristo Re (Albino)
La chiesa di Cristo Re è il luogo di culto cattolico della frazione di Comenduno di Albino, in provincia di Bergamo, diventata parrocchiale con la soppressione dell'antica chiesa dedicata a sant'Alessandro, a causa dei continui danneggiamenti provocati dalla piena del Serio  e che risulta fosse già elevata a parrocchia nel 1557, e fa parte della vicaria di Albino-Nembro con decreto del 27 maggio 1979.

## Storia
La presenza di una chiesa dedicata al santo di Bergamo Alessandro unita a quella di San Pietro di Desenzano al Serio, è documentata già dal 1360 nel documento Nota ecclesiarum voluto da Bernabò Visconti che elencava gli istituti del clero che dovevano pagare le imposte al governo cittadino; dagli atti si desume che la chiesa aveva una rendita: rector di 24 lire.  Il documento indica la chiesa come sussidiaria della pieve di Nembro: "ecclesia sanctorum Petri de Desenzano et Alexandri de Comenduno".

Le due chiese risulta fossero unite ancora nel secolo XVI facenti parte sempre della pieve di Nembro e citate come " di Desenzano e Comenduno" indicando come parrocchia quella dedicata a sant'Alessandro. Gli atti della visita pastorale del 1575 a cura di san Carlo Borromeo indicano contrariamente la parrocchia in Desenzano: "baptisterium [...] pro populi comoditate retinetur".

Solo nel 1917 le due chiese furono divise con decreto del vescovo Luigi Maria Marelli del 10 novembre che oltre a elevare quella di sant'Alessandro a parrocchiale la inserì nella vicaria di Gazzaniga.
Una nuova chiesa in sostituzione di quella vecchia troppo soggetta ad ammaloramenti a causa delle frequenti piene del fiume Serio, iniziò nel 1921 su progetto di Camillo Galizzi. La costruzione subì periodi di sospensione venendo l'edificio completato nel 1928, venendo intitolata a Cristo Re. Molti ornamenti, oggetti di interesse liturgico, opera d'arte e pure l'organo, furono portati nella nuova chiesa. Nel 1930 l'organo che era del 1902 fu collocato nella cantoria posta sopra l'ingresso, mentre del 1934 fu ultimata la parte presbiteriale sempre su progetto del Galizzi, con il materiale in marmo lavorato dalla ditta Signorelli di Cene. Nel catino absidale il medesimo anno, furono realizzati gli affreschi a opera dall'artista bergamasco Renato Bassetti. I lavori di affrescatura lavoro di Tarcisio Brugnetti e Silvio Zambelli e di posa degli altari si susseguirono nel tempo con una pausa nel periodo bellico della seconda guerra mondiale.  Nel 1947 fu costruita la gradinata esterna, e nel 1953, fu progettata la torre campanaria con la benedizione e consacrazione dal vescovo Giuseppe Piazzi il 16 novembre 1958 del concerto di otto campane in SI grave. 
La frazione ha mantenuto sant'Alessandro quale santo patrono.

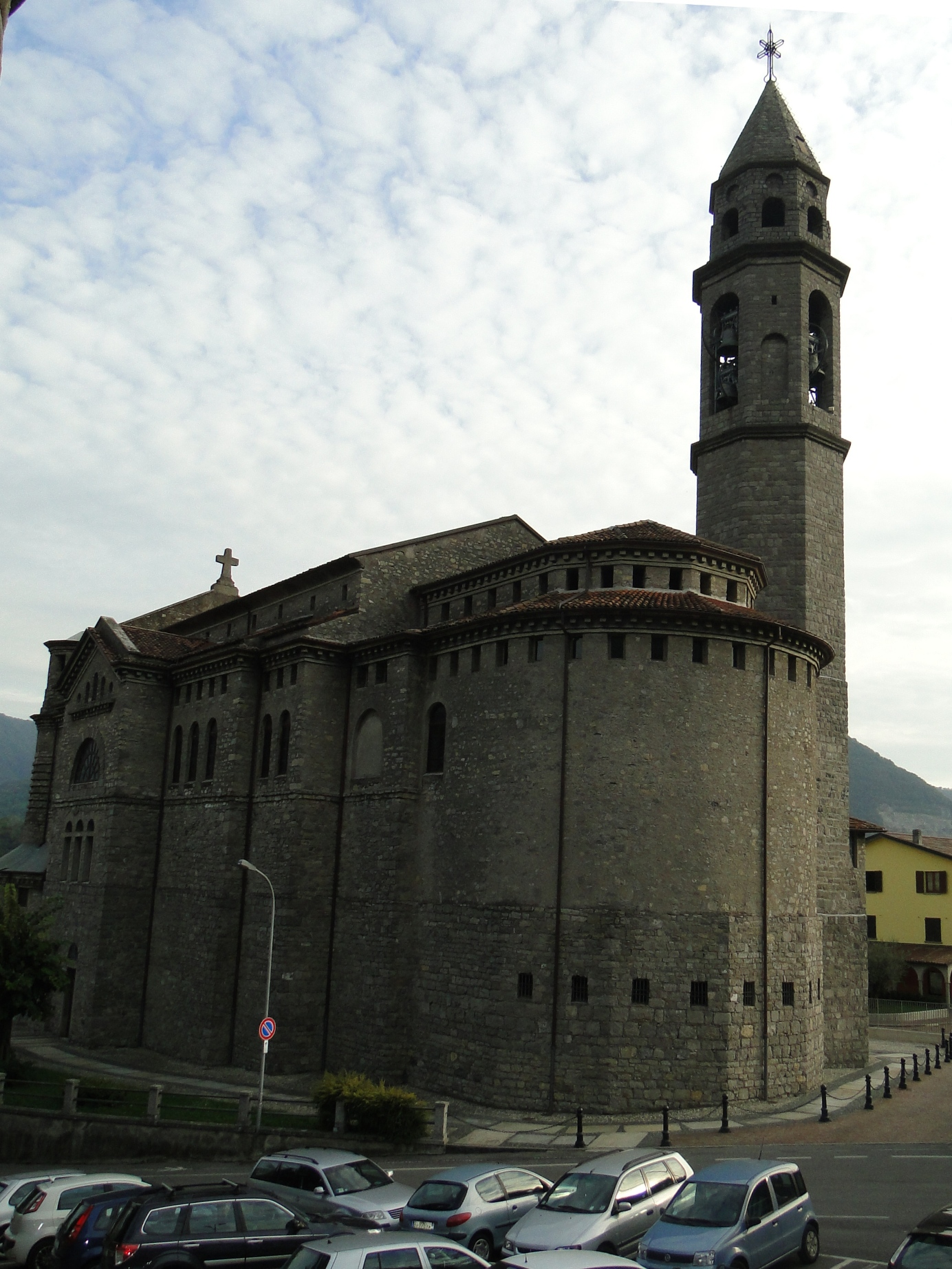
Comenduno chiesa Cristo Re abside

## Descrizione

### Esterno
L'edificio di culto si trova nel centro dell'abitato con il classico orientamento a est, ed è accessibile da una gradinata in selciato avente profili in cemento. La conformazione dell'edificio è in muratura di pietra calcarea nera. Il sagrato alterna zone erbose e camminamenti in ciottolato. La chiesa conferma nell'architettura le caratteristiche che l'architetto Galizzi aveva già conferito ad altri edifici di culto come la chiesa di Sant'Antonio da Padova di Fiobbio, edificata tra il 1919 e il 1924, e quella di Gandellino dedicata a San Martino di Tours del 1920.
La facciata è preceduta nella parte centrale dal pronao dalla base ottagonale che raggiunge la massima altezza dell'edificio da dove si divulgano i portici laterali di misura inferiore e che proseguono sui lati per buona parte della chiesa, presentando le entrate laterali. Queste entrate laterali hanno sulla parte superiore finestra ad arco, che proseguono con una forma di vuoi a forma rettangolare che danno leggerezza al complesso, e che sono terminanti con un lo sporto di gronda in pietrame sorretta da mensole di pietra sporgente. La parte terminante del pronao corrisponde al matroneo che viene illuminato dalle due bifore e dalla finestra a trifora posta sulla parte centrale.
La chiesa prosegue lateralmente con apertura ad arco che danno luce ai matronei.
Le pareti laterali nella parte alta presentano una successione di finestre ad arco che illuminano i matronei.
Il campanile è composto dalla medesima pietra della chiesa, a sezione ottagonale ed è terminante con la cupola dalla forma ogiva sempre in pietra.

### Interno
L'aula, a cui si accede da tre gradini in cemento, a navata unica che si apre con la bussola in noce, si presenta di grandi proporzioni e divisa in quattro !campate da lesene che raggiungono la volta e che sono terminanti da un semplice capitello e che proseguono con le arcate della volta a tutto sesto.

L'aula ha quattro cappelle laterali di cui solo due sono completate dagli altari, mentre le altre sono adibite o a luogo confessionale, o sono solo spazi sfondati. Le cappelle si aprono ad arco a tutto sesto sulla navata. L'aula termina con i matronei che la percorrono su entrambi i lati con trifore che illuminano la navata stessa. La zona sopra la bussola, conserva la tela Conversione di san Paolo e ospita la cantoria con il soffitto a volta a spicchi, preceduta da un'apertura ad arco a tutto sesto.
Gli altari sono ornati dalle tele Madonna con il Bambino circondata dai santi Giuseppe, Giovanni ed angeli, Madonna con il Bambino ed i santi Rocco, Alessandro ed Antonio abate e Cristo risorto con ai piedi la Maddalena ed un disciplino. L'altare maggiore sul presbiterio, preceduto dall'arco trionfale a tutto sesto, è in marmo; quattro colonne sorreggono la mensa, e sulle due alzate vi sono i candelabri e il tabernacolo. Due tele rappresentano un santo frate francescano, e Cristo Re, mentre il coro in noce, è stato realizzato dal recupero degli scranni dell'antica chiesa ed è collocato nella parte completamente dipinta a fresco con le immagini sacre di Cristo risorto, San Gregorio papa, Sant'Alessandro, San Gregorio Barbarigo, San Gerolamo, San Sebastiano e San Giovanni Bosco.